# Красноклювый очковый сорокопут
Красноклювый очковый сорокопут (лат. Prionops gabela) — вид воробьиных птиц из семейства ванговых (Vangidae). Подвидов не выделяют. Эндемик Анголы.  Видовое название происходит от названия города Габела (Gabela), Ангола.

## Описание
Красноклювый очковый сорокопут достигает длины 18—19 см. Над клювом выступает небольшой гребень, идущий от макушки до уздечки. Половой диморфизм не выражен. У взрослых особей голова и шея до верхней части груди глянцево-чёрные. Мантия, лопатки и верхняя часть тела до надхвостья серые с коричневым оттенком. Маховые перья и внешние первостепенные кроющие перья крыла чёрные. Наружные первостепенные маховые перья с белыми пятнами в центре, образующими полосу (видна в полёте). Внутренние кроющие перья крыла серые. Хвост чёрный, наружные рулевые перья с широкими белыми кончиками, ширина которых снижается по направлению к центральной паре. Нижняя часть груди и верхняя часть брюха серые, нижняя часть брюха до кроющих перьев хвоста белая. Испод крыльев тёмно-серый. Радужная оболочка жёлтая, широкое окологлазное кольцо оранжево-красное с зубчатой каймой. Клюв красный с оранжево-жёлтым кончиком; ноги оранжево-красные.
Отличается от очень похожего вида P. retzii меньшим размером; серой (а не чёрной) нижней частью груди и верхней частью брюха; наличием гребня, выступающего над клювом; и менее выраженной полосой на маховых перьях.
Молодые особи в основном серо-коричневые сверху и снизу, с желтовато-коричневыми кончиками перьев на верхней стороне тела. Перья на крыльях часто с узкими белыми кончиками, окологлазное кольцо отсутствует, глаза тёмные, клюв черноватый, ноги желтовато-оранжевые.

## Распространение, места обитания и биология
Красноклювый очковый сорокопут является эндемиком Анголы. Ареал ограничен западной частью Анголы от хребтов Чио до окрестностей города Габела. Естественными местами обитания являются сухие леса, галерейные леса, вторичный лес, а также кустарниковые заросли, поляны и кофейные плантации. Встречается в основном на высоте от 100 до 900 м над уровнем моря.
Питается насекомыми и их личинками. Кормится в кронах деревьев группами по 3—8 особей. Биология размножения не исследована. Вероятно, откладывает яйца с июня по сентябрь. Предполагают кооперативное размножение.